# 圣加大肋纳的神秘婚姻 (柯勒乔，那不勒斯)
《圣加大肋纳的神秘婚姻》是意大利文艺复兴晚期艺术家安东尼奥·达·柯勒乔创作的一幅油画，绘于约1520年，现藏于那不勒斯的国立卡波迪蒙特博物馆。